# Werner-Joachim Eicke
Werner-Joachim Eicke (* 18. Juni 1911 in Berlin; † 19. November 1988) war ein deutscher Psychiater und Neurologe.

## Leben
Werner-Joachim Eicke war der Sohn des Psychiaters und stellvertretenden ärztlichen Direktors des Hufeland-Hospitals Waldemar Eicke (1877–1973) und Charlotte, geborene Claus. Nach dem Abitur absolvierte er ein Studium der Medizin an den Universitäten Wien und Berlin, das er 1936 mit Staatsexamen abschloss. Er wurde 1937 zum Dr. med. promoviert.
Eike gehörte zur Zeit des Nationalsozialismus nicht der NSDAP an, seine „nationalsozialistische Haltung“ wurde aber als „einwandfrei“ beurteilt. Ab 1939 war Eicke Assistent von Julius Hallervorden am Kaiser-Wilhelm-Institut für Hirnforschung in Berlin-Buch. Zugleich leitete er von 1939 bis Ende Januar 1945 das Laboratorium der Prosektur an der Landesanstalt Görden in Brandenburg an der Havel, einer Außenstelle des Kaiser-Wilhelm-Instituts für Hirnforschung. Dort sezierte er Leichen und entnahm auch Gehirne von im Rahmen der Kinder-Euthanasie ermordeten Kindern. Im Oktober 1944 habilitierte sich Eicke mit der Schrift „Gefäßveränderungen bei Meningitis“ über Gehirne „verstorbener“ Kinder. Im Februar 1945 wurde er als Truppenarzt zum Kriegsdienst eingezogen.
Nach Kriegsende befand sich Eicke in sowjetischer Kriegsgefangenschaft, aus der er 1946 entlassen wurde. Danach war er in der inneren Abteilung des Krankenhauses Berlin-Westend tätig. Ab Mai 1947 war er kurzzeitig als Oberarzt unter Jürg Zutt an der Würzburger Universitätsnervenklinik in der Füchsleinstraße 15 (1948 ist der wissenschaftliche Assistent Werner Eicke dort als Dr. med. habil aufgeführt) und ab Juni 1947 in gleicher Funktion unter Karl Kleist an der Frankfurter Universitätsnervenklinik tätig. Dort wurde der Privatdozent 1955 zum außerplanmäßigen Professor ernannt.  Von Anfang Juni 1955 bis Anfang Oktober 1974 war er Direktor des psychiatrischen Landeskrankenhauses Marburg-Lahn. Ab 1972 war er Honorarprofessor für Neuropathologie an der Universität Marburg.
Im Zuge einer am 20. Dezember 1962 getätigten Aussage zur NS-Euthanasie vor einem Untersuchungsrichter am Landgericht Frankfurt am Main will ihm „nicht einmal bekannt gewesen sein, daß im Alten Zuchthaus Brandenburg Kranke ins Gas kamen“. Auch in einem später mit dem Benno Müller-Hill geführten Interview bestritt er entsprechende Kenntnis.
Seit 1941 war er mit Dorothea, geborene Kurtzius, verheiratet. Das Paar bekam drei Töchter und einen Sohn. Eicke starb im November 1988. Er wurde auf dem Friedhof Marburg-Ronhausen beigesetzt.